# Ким Сиын
Ким Сиын (кор. 김시은; род. 19 января 1999 года, Коян, Республика Корея) — южнокорейская актриса, известна по главной роли в фильме «Следующая жертва» (2022).

## Карьера
Дебютировала в 2016 году в шоу Live Talk! Talk! Boni Hani. В 2022 сыграла роль Сохи в фильме «Следующая жертва», за которую на 59-й церемонии вручения премии «Пэксан» выиграла премию «Лучшая актриса-новичок — кинематограф». В декабре 2024 года снялась в роли Ким Ёнми игрока с номером 095 в сериале от студии Netflix «Игра в кальмара».

## Фильмография
| Год  | Название            | Роль       | Ссылка |
| ---- | ------------------- | ---------- | ------ |
| 2018 | «Игра в переговоры» | Ли Джонсок | [ 5 ]  |
| 2020 | Boys Be!            | Ынджи      | [ 5 ]  |
| 2022 | «Следующая жертва»  | Сохи       | [ 6 ]  |
| 2022 | You and I           | Хаын       | [ 7 ]  |

## Телевидение
| Год         | Заголовок                           | Роль               |
| ----------- | ----------------------------------- | ------------------ |
| 2016 — 2017 | Live Talk! Talk! Boni Hani          | Хани               |
| 2018        | «Когда время останавливается»       | Хвасук             |
| 2019        | Special Labor Inspector             | Помощник менеджера |
| 2020        | «Вмешательство»                     | Сон Докго          |
| 2020        | «Продолжение»                       | Го Йечхан          |
| 2022        | «Тренер по психологии Дже Гальгиль» | Чо Джиён           |
| 2022        | «Игра в кальмара»                   | Ким Ёнми           |

## Награды и номинации
| Название церемонии                         | Год  | Категория                                                                 | Номинант           | Результат | Ссылка. |
| ------------------------------------------ | ---- | ------------------------------------------------------------------------- | ------------------ | --------- | ------- |
| «Пэксан»                                   | 2023 | Лучшая актриса-новичок — кинематограф                                     | «Следующая жертва» | Победа    | [ 3 ]   |
| «Голубой дракон»                           | 2023 | Лучшая актриса-новичок — кинематограф                                     | «Следующая жертва» | Номинация | [ 13 ]  |
| Build Film Awards                          | 2023 | Лучшая актриса-новичок — кинематограф                                     | «Следующая жертва» | Победа    | [ 14 ]  |
| Премия кинокритиков Пусана                 | 2023 | Лучшая актриса-новичок                                                    | «Следующая жертва» | Победа    | [ 15 ]  |
| Chunsa Film Art Awards                     | 2023 | Лучшая актриса-новичок                                                    | «Следующая жертва» | Номинация | [ 16 ]  |
| Награды за лучшую режиссерскую версию      | 2024 | Лучшая актриса — кинематограф                                             | «Следующая жертва» | Номинация | [ 17 ]  |
| Награды за лучшую режиссерскую версию      | 2024 | Лучшая актриса-новичок — кинематограф                                     | «Следующая жертва» | Победа    | [ 18 ]  |
| «Золотая кинематография»                   | 2023 | Лучшая актриса-новичок                                                    | «Следующая жертва» | Победа    |         |
| «Большой колокол»                          | 2023 | Лучшая актриса-новичок — кинематограф                                     | «Следующая жертва» | Победа    | [ 19 ]  |
| Премия Корейской ассоциации кинокритиков   | 2023 | Лучшая актриса-новичок                                                    | «Следующая жертва» | Победа    | [ 20 ]  |
| Премии Ассоциации корейских кинопродюсеров | 2023 | Лучшая актриса-новичок                                                    | «Следующая жертва» | Победа    | [ 21 ]  |
| Дикий цветок                               | 2023 | Лучшая актриса-новичок                                                    | «Следующая жертва» | Номинация |         |
| World Star Entertainment Awards            | 2019 | Лучший новичок (категория «Международное продвижение корейской культуры») | Ким Сиын           | Победа    | [ 22 ]  |